# Heechee
Heechee sunt o rasă ficțională de extratereștri creată de Frederik Pohl în romanele sale. Heechee sunt o rasă avansată care poate călători cu viteze super luminice, și care au explorat sistemul solar al Pământului cu un milion de ani în urmă. Ei au dispărut cu mult timp în urmă înainte ca omenirea să începe explorarea spațiului. 
Romanele lui Pohl sunt: 
- Poarta (Gateway) (1977)
- Dincolo de orizontul albastru (Beyond the Blue Event Horizon) (1980)
- Întâlnire cu Heechee (Heechee Rendezvous) (1984)
- Consemnările Heechee (Annals of the Heechee) (1987)
- Drumul prin poartă (Gateway Trip) (1990)
- Băiatul care voia să trăiască veșnic (The Boy Who Would Live Forever: A Novel of Gateway) (2004)

## Poarta
Poarta descrie aventurile lui Robin Broadhead. Poarta este un asteroid (sau, poate, inima moartă a unei comete) construit de Heechee, o rasă extraterestră demult dispărută. Heechee au lăsat în urma lor aproape o mie de nave spațiale, multe dintre ele funcționale, care sunt folosite într-o loterie extrem de periculoasă, ținând cont că tehnologia Heechee este aproape de neînțeles pentru oameni. Tentativele de inginerie inversă destinate descoperirii modului lor de funcționare au constituit eșecuri. Au fost identificate comenzile necesare pentru a identifica o destinație selectată, dar nimeni nu știe unde va ajunge nava în urma unei setări anume sau cât va dura călătoria. Odată început zborul, nu s-a mai auzit de niciun om care a reușit să modifice setările. Majoritatea programărilor duc navele în zone nefolositoare sau letale, dar câteva conduc la artefacte Heechee și planete locuibile care îi îmbogățesc pe pasageri (și pe Corporația Porții, care administrează asteroidul în numele unui cartel al țărilor).

## Adaptări comerciale
Începând cu anul 1992, romanul Poarta (Gateway) a fost adaptat de către compania Legend Ent. sub forma a două jocuri de computer, de genul text-based și role play.